# Diatto Ottovù Zagato
Diatto Ottovù Zagato – samochód sportowy klasy kompaktowej produkowany pod włoską marką Diatto w latach 2008–2009.

## Historia i opis modelu

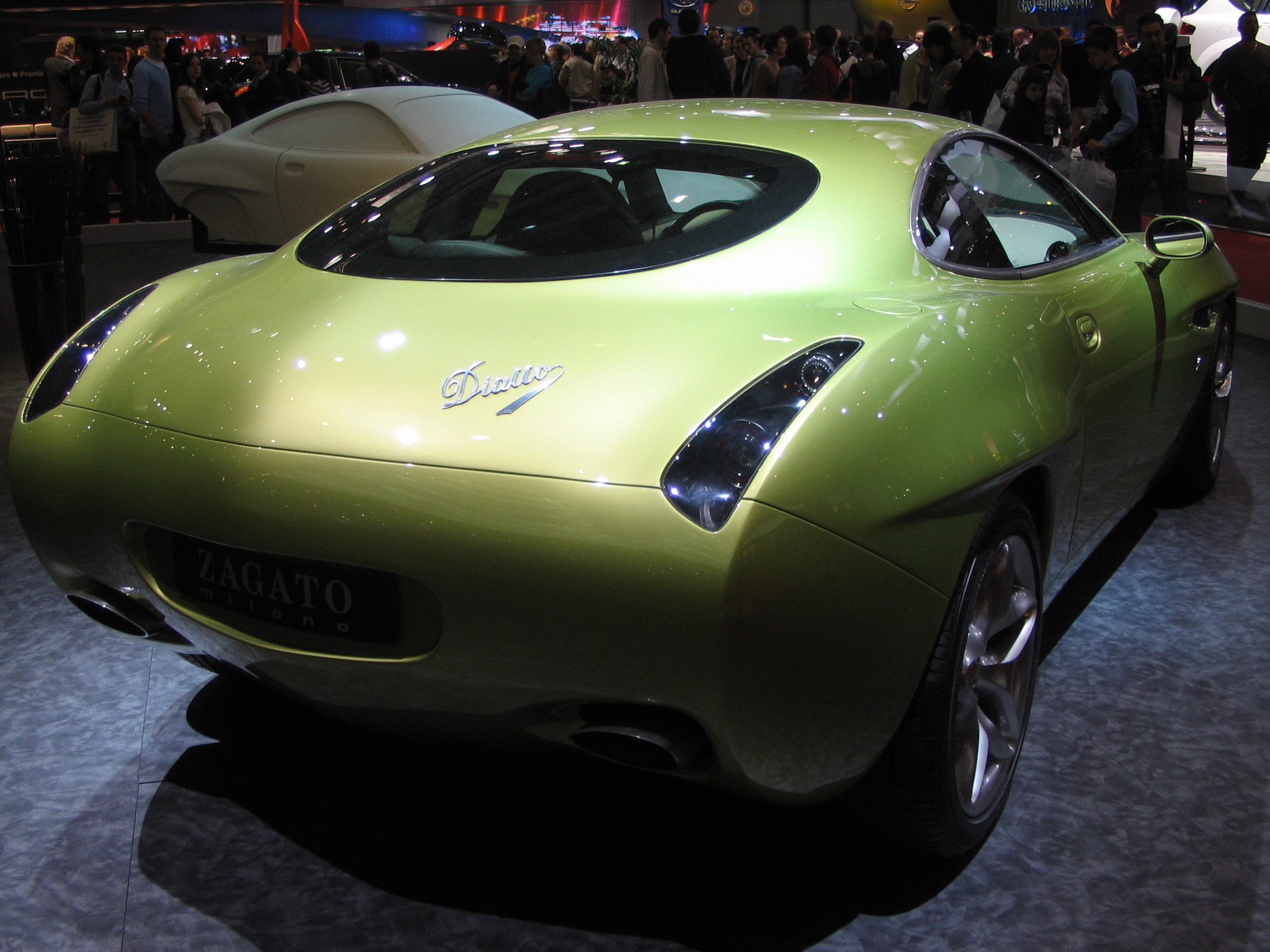
Diatto Ottovù Zagato – tył

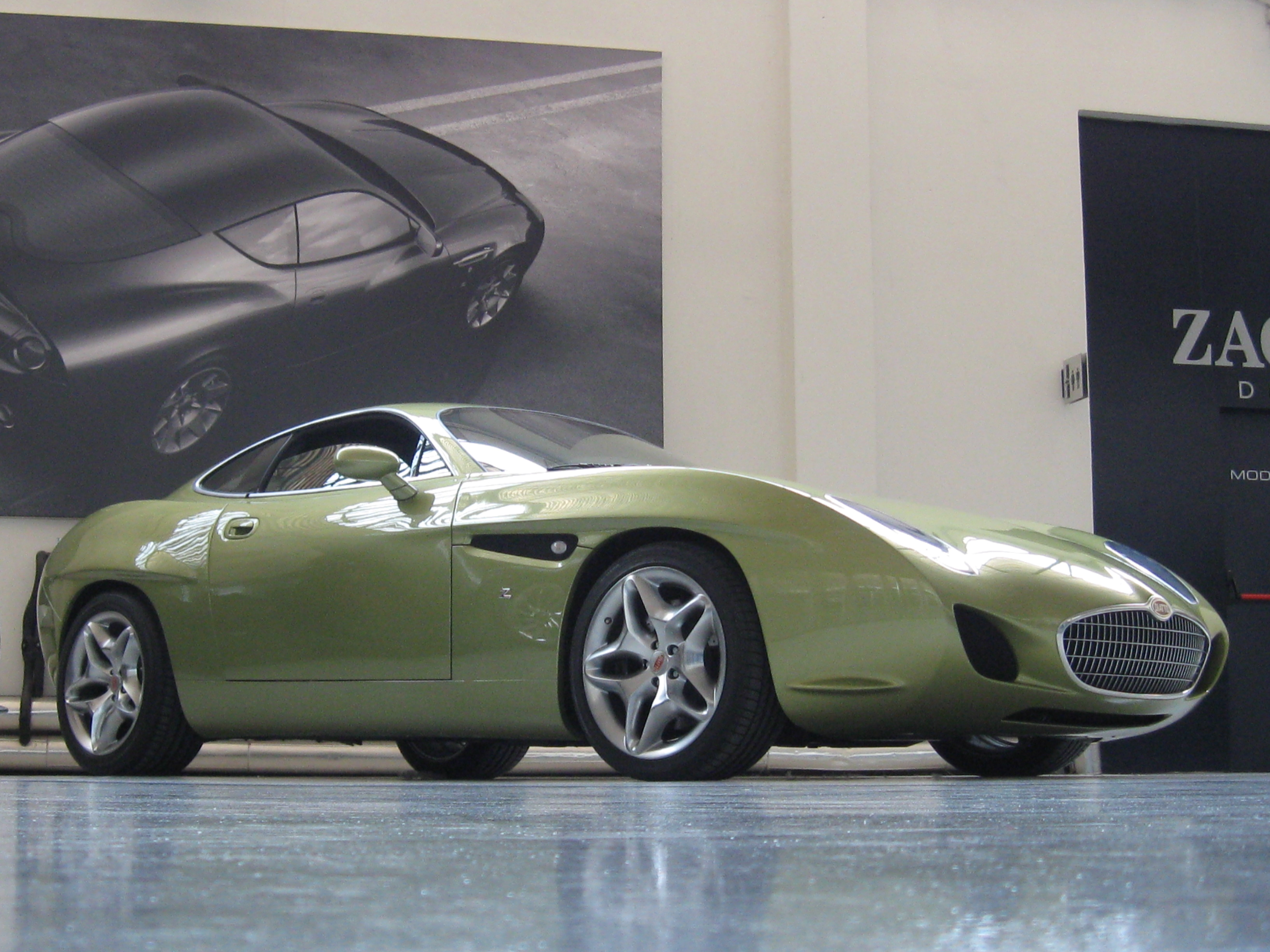
Diatto Ottovù Zagato w studio

W marcu 2007 podczas międzynarodowych targów samochodowych Geneva Motor Show, włoskie studio Zagato przedstawiło współczesną interpretację przedwojennej marki Diatto, świętując zarazem 100. rocznicę jej powstania. Tuż przed upadłością w 1926 roku, Zagato współpracowało z turyńskim przedsiębiorstwem przy samochodzie Diatto 25 4DS. Model Ottovù powstał jako autorska konstrukcja manufaktury z Rho, do której realizacji doszło z inspiracji dwóch dotychczasowych klientów Zagato.
Projekt stylistyczny Diatto Ottovù utrzymany został w typowej dla Zagato estetyce, z smukłym, strzelistym nadwoziem z wyraźnie zarysowaną linią zaokrąglonych błotników. Kabina pasażerska zyskała z kolei luksusowy wystrój, co producent określił jako "komfortowe, spokojne i przemyślane". Dzięki wykonaniu nadwozia w całości z aluminium, masa całkowita wyniosła relatywnie niewielkie 1,6 tony ze stosunkiem 2,7 kilograma do konia mechanicznego.
Do napędu Ottovù wykorzystany został silnik benzynowy V8 konstrukcji Roush-Cosworth, który osiągnął pojemność 4,6 litra i moc maksymalną 537 KM. Pozwala to osiągnąć 100 km/h w mniej niż 4 sekundy oraz rozpędzić się maksymalnie do prędkości 300 km/h, współpracując z manulaną lub automatyczną przekładnią biegów.

### Sprzedaż
Diatto Ottovù Zagato powstało jako ściśle limitowana konstrukcja, które zostało wyprodukowane w puli ograniczonej do 99 egzemplarzy. Lista zamówień została zamknięta w ciągu roku od premiery, jednak Zagato nie podało do informacji publicznej ceny, na którą opiewały transakcje. Produkcja rozpoczęła się rok po premierze, w 2008 roku.

### Silnik
- V8 4.6l 537 KM Roush-Cosworth